# Cynorkis hologlossa
Cynorkis hologlossa är en orkidéart som beskrevs av Rudolf Schlechter. Cynorkis hologlossa ingår i släktet Cynorkis, och familjen orkidéer.

## Underarter
Arten delas in i följande underarter:
- C. h. angustilabia
- C. h. gneissicola
- C. h. hologlossa